# Paleozoologia
La paleozoologia (dal greco palaios, "antico", zoon, "animale" e logos, "discorso") è il ramo della paleontologia, paleobiologia, o zoologia che si occupa del recupero e dell'identificazione di resti di animali multicellulari da quelli geologici (o addirittura archeologici) contesti e l'uso di questi fossili nella ricostruzione di ambienti preistorici e antichi ecosistemi.
I resti definitivi e macroscopici di questi metazoi si trovano nei reperti fossili del periodo Ediacarano in epoca neoproterozoica in poi, sebbene non divengano comuni fino al tardo periodo Devoniano nella seconda metà del Paleozoico.